# Asterope amazoula
Asterope amazoula är en fjärilsart som beskrevs av Paul Mabille 1880. Asterope amazoula ingår i släktet Asterope och familjen praktfjärilar. Inga underarter finns listade i Catalogue of Life.